# Ґленн Берінґен
Ґленн Берінґен (англ. Glenn Beringen, 16 вересня 1964) — австралійський плавець.
Призер Олімпійських Ігор 1984 року.
Призер Пантихоокеанського чемпіонату з плавання 1985 року.
Призер Ігор Співдружності 1982 року.